# Ulrich Bentzien
Hans-Ulrich Friedrich Karl Bentzien, auch Hans-Ulrich Bentzien (* 12. April 1934 in Stralsund; † 19. Dezember 1987 in Rostock) war ein deutscher Philologe, Volkskundler und Heimatforscher.

## Leben
Ulrich Bentzien war der Sohn eines städtischen Angestellten. Nach dem 1953 in Stralsund abgelegten Abitur studierte er Germanistik an der Universität Greifswald. Seine wissenschaftliche Arbeit begann 1957 als Assistent an der „Wossidlo-Forschungsstelle“ in Rostock. Diese Außenstelle des „Instituts für deutsche Volkskunde“ der Deutschen Akademie der Wissenschaften zu Berlin war 1954 auf Basis des Wossidlo-Nachlasses auf Anregung des Rostocker Studienrates Paul Beckmann (1888–1962) sowie mit Unterstützung von Wolfgang Steinitz gegründet worden. Als Leiter der Forschungsstelle fungierte ab 1958 Karl Baumgarten, ein ehemaliger Schüler Wossidlos.
Bentziens erste Forschungen galten der populären Poesie und Sprache, der Lied- und Rätselforschung und allgemein der Volkskunde Mecklenburgs und Vorpommerns. Bereits mit seiner Promotionsschrift an der Humboldt-Universität Berlin wandte er sich 1961 seinem späteren Spezialgebiet zu, der landwirtschaftlichen Ethnographie (Agrarethnographie). Er befasste sich darin mit dem „Eindringen der Technik in die Lebenswelt der mecklenburgischen Landbevölkerung“ im 19. Jahrhundert – der Technisierung des Alltags. Seine Forschungsthemen zu ergologischen Aspekten verband er mit allgemeinen Problemen sowohl historisch-wissenschaftlich als auch folkloristisch. Er fertigte damit ein Abbild der Arbeit und des bäuerlichen Lebens im Feudalzeitalter. Seine Habilitationsschrift von 1968 „Haken und Pflug. Eine volkskundliche Untersuchung zur Geschichte der Produktionsinstrumente im Gebiet zwischen unterer Elbe und Oder“ und weitere Aufsätze zum Thema Pflügen und landwirtschaftliche Werkzeuge machten ihn zu einem ausgewiesenen Experten in Europa. Die Einbeziehung in die Arbeit internationaler Gremien bezeugt diese Wertschätzung. Er vertrat von 1975 bis 1980 die DDR in der Organisationskommission des „Ethnologischen Atlas Europas“, war Mitglied der Association Internationale des Musées d’Agriculture (AIMA, Internationale Vereinigung der Landwirtschaftsmuseen) und wurde 1987 zum Mitglied des International Secretariat for Research on the History of Agricultural Implements berufen. Er war Mitglied des Vorstandes der Arbeitsgemeinschaft Ethnographie in der Historiker-Gesellschaft der DDR und daneben von 1971 bis 1987 Chefredakteur des Jahrbuchs für Volkskunde und Kulturgeschichte. Bentzien wurde 1975 Leiter der Wossidlo-Forschungsstelle als Nachfolger von Karl Baumgarten. Er wurde mit dem Orden Banner der Arbeit, dem Preis für künstlerisches Volksschaffen und weiteren bedeutenden Auszeichnungen geehrt. 1987 wurde er zum Professor an der Akademie der Wissenschaften der DDR ernannt.
Ulrich Bentzien starb am 19. Dezember 1987 unerwartet an den Folgen eines Herzinfarktes. Seine Grabstätte befindet sich auf dem Neuen Friedhof in Warnemünde (Feld UD – 202).

## Veröffentlichungen (Auswahl)
- Der Anteil des Niederdeutschen am Wortschatz der hochdeutschen Umgangssprache. Dipl.-Arbeit, Greifswald 1957.
- Das Eindringen der Technik in die Lebenswelt der mecklenburgischen Landbevölkerung. Dissertation, Humboldt-U., Phil. F., Berlin 1961.
- Hof und Wirtschaft der Ribnitzer Bauern. Edition und Kommentar des Kloster-Inventarismus von 1620. Akademie-Verlag, Berlin 1963.
- Elemente der modernen Technik in der mecklenburgischen Volksdichtung. In: Wissenschaftliche Zeitschrift der Wilhelm-Pieck-Universität Rostock. Gesellschafts- und sprachwissenschaftliche Reihe. Band 12. Universität Rostock, Rostock 1963, ZDB-ID 200715-0, S. 669–682.
- Landmaschinentechnik in Mecklenburg (1800 bis 1959). In: Jahrbuch für Wirtschaftsgeschichte. 1965.
- Haken und Pflug. Eine volkskundliche Untersuchung zur Geschichte der Produktionsinstrumente im Gebiet zwischen unterer Elbe und Oder. Habilitation, Humboldt-U., Phil. F., Berlin 1968.
- Rat zu, was ist das. Rätsel und Scherzfragen aus fünf Jahrhunderten. Hinstorff, Rostock 1975; auch Hanser, München 1976.
- Bauernarbeit im Feudalismus. Landwirtschaftliche Arbeitsgeräte und -verfahren in Deutschland von der Mitte des ersten Jahrtausends u.Z. bis um 1800. Akademie-Verlag, Berlin 1980; auch Topos-Verlag, Vaduz, Liechtenstein 1990 (2., verb. Aufl.).
- Landbevölkerung und agrartechnischer Fortschritt in Mecklenburg vom Ende des 18. bis zum Ausgang des 20. Jahrhunderts. Akad. d. Wiss. d. DDR, Zentralinst. für Geschichte, Berlin 1983.
- Der Häker. Ein Beitrag zur Frühgeschichte des mecklenburgischen Landarbeiters. In: Deutsche Agrargeschichte des Spätfeudalismus. 1986.
- Volkskultur in Mecklenburg. In: Mecklenburgische Volkskunde. 1988.
- Der Rätselkasten – Volks- und Kunsträtsel aus 500 Jahren. Anaconda, Köln 2007, ISBN 978-3-86647-136-8 [Mit einem Vorw. von Siegfried Neumann] (Neuauflage zu: Rat zu, was ist das … von 1975).

Herausgeber
- Richard Wossidlo: Reise, Quartier, in Gottesnaam. Hinstorff, Rostock 1969 [ab 8. Aufl. neu bearb. u. hrsg. von U. Bentzien].
- Richard Wossidlo: Geschichten, Riemels un Lüüd’snack. Hinstorff, Rostock 1973.
- Kurt Batt: Mecklenburg. Ein Lesebuch. Hinstorff, Rostock 1977,  [Aus d. Nachlass Kurt Batts erg. u. bearb. von U. Bentzien]; auch als Mecklenburgisches Lesebuch. Piper, München, Zürich 1978.
- Mecklenburg. Ein Gästebuch. Hinstorff, Rostock 1980, [Mit Ill. von Lothar Mannewitz].
- Karl Baumgarten: Mecklenburgische Volkskunde. Hinstorff, Rostock 1988 [mit Siegfried Neumann].